# Metaltella simoni
Espèce
Synonymes
- Amaurobius simoni Keyserling, 1878
- Auximus biseriatus Tullgren, 1905
- Auximus crispus Mello-Leitão, 1941

Metaltella simoni est une espèce d'araignées aranéomorphes de la famille des Desidae.

## Distribution
Cette espèce se rencontre en Argentine, en Uruguay et au Brésil. Elle a été introduite aux États-Unis et au Canada.

## Description
Le mâle décrit par Keyserling en 1878 mesure 9,6 mm et la femelle 9,1 mm.

## Publication originale
- Keyserling, 1878 : Spinnen aus Uruguay und einigen anderen Gegenden Amerikas. Verhandlungen der Kaiserlich-Königlichen Zoologisch-Botanischen Gesellschaft in Wien, vol. 27, p. 571-624 (texte intégral).